# Krummin
Krummin (pol. Kromnin) – gmina w Niemczech w kraju związkowym Meklemburgia-Pomorze Przednie, w powiecie Vorpommern-Greifswald, wchodzi w skład Związku Gmin Am Peenestrom. Leży na terenie Parku Krajobrazowego Wyspy Uznam (Naturpark Insel Usedom). 
Przez teren gminy przebiega droga krajowa B111. 
Znajduje się tutaj zabytkowy kościół pw. św. Michała (St.-Michael).